# Karen Elliott House

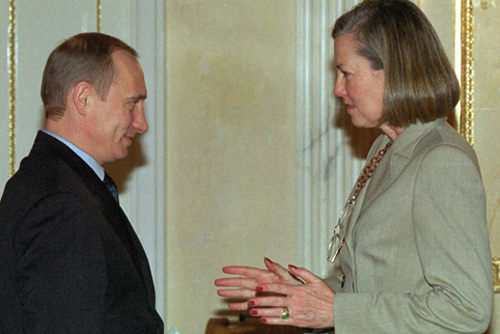
Karen Elliott House mit Wladimir Putin (2002)

Karen Elliott House (* 7. Dezember 1947 in Matador, Texas) ist eine US-amerikanische Journalistin und ehemalige Geschäftsführerin und Herausgeberin des Wall Street Journal.

## Leben
House wuchs im Norden von Texas auf. Sie studierte an der University of Texas in Austin Journalismus. Bekannt wurde sie durch den Gewinn des Pulitzer-Preises 1984 für ihre Reportage über den Nahen Osten für das Wallstreet Journal. Die Reportage bestand aus einer Reihe von Interviews mit dem jordanischen König Hussein, in dem dieser die Probleme der Friedensplans für den Nahen Osten von US-Präsident Ronald Reagan vorhersagte.
Ihre Karriere beim Wall Street Journal begann sie 1974 als Reporterin. 1983 wurde sie Assistentin für die Auslandsreportage und dann 1984 Auslandsreporterin. Sie wurde dann 1995 Vize-Präsidentin der Dow Jones International Group, dem Verlag des Journals. Der Vorstand wählte sie 2002 zur Herausgeberin, verantwortlich für die Wochenendausgabe. Ihr zweiter Ehemann Peter R. Kann, den sie 1984 heiratete, arbeitete ebenfalls in der Geschäftsführung des Verlags. Im Jahr 2006 ging House in Rente.
Karen House ist im Vorstand des Council on Foreign Relations. In der Liste der mächtigsten Frauen 2005 des Forbes Magazin wurde sie auf Rang 73 geführt. 1990 wurde sie in die American Academy of Arts and Sciences gewählt.